# 麻豆波沙介
麻豆波沙介（学名：Bosasella pitalia）为半花介科波沙介屬下的一个种。